# Bodenvereisung

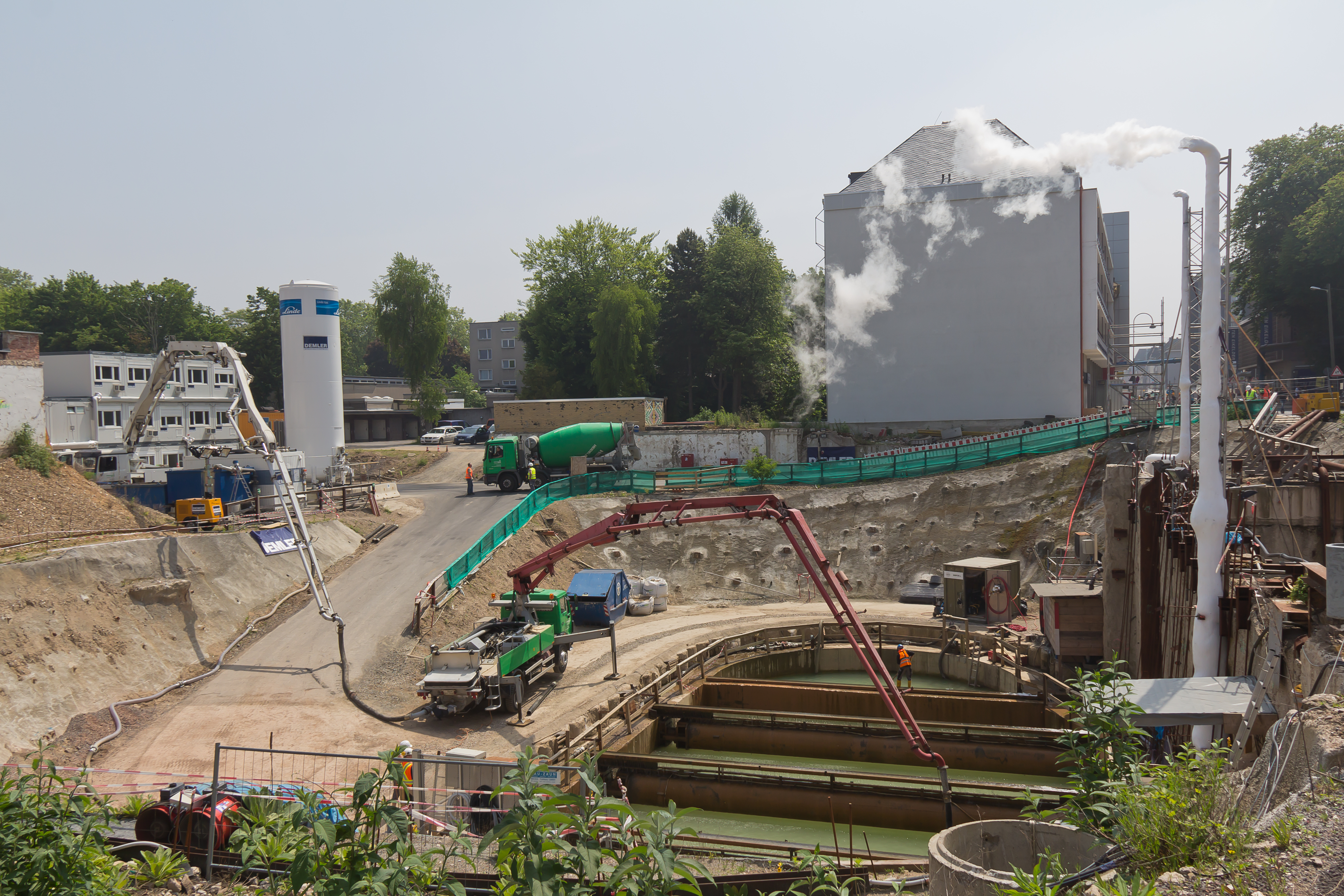
Die Bergungsbaugrube des eingestürzten historischen Archivs der Stadt Köln wird mit flüssigem Stickstoff vereist. Im Hintergrund links befindet sich der Tank zur Aufbewahrung flüssigen Stickstoffs; über die Rohre rechts wird der benutzte Stickstoff wieder in die Atmosphäre entlassen.

Die Bodenvereisung oder Baugrundvereisung ist ein Bauverfahren im Tiefbau, bei dem der Boden durch künstliches Gefrieren des Bodenwassers verfestigt und wasserundurchlässig gemacht wird. Der entstehende Frostkörper verleiht der Baugrube ein gewisses Maß an Stabilität und schützt sie vor Wasserzutritt, bis diese Funktionen vom Bauwerk selbst übernommen werden können.

## Allgemeines
Um den Boden zu gefrieren, werden Gefrierrohre in den Boden eingesetzt. Durch die Gefrierrohre strömt ein Kälteträger, der dem umgebenden Boden die Wärme entzieht. Dadurch entstehen um die Gefrierrohre zylinderförmige Frostkörper, die sich mit den Gefrierkörpern der benachbarten Gefrierrohre zu gefrorenen Kubaturen verbinden. Erforderlich sind genaue Vereisungsbohrungen und leistungsstarke Vereisungsaggregate. Voraussetzung für die Anwendung dieses Verfahrens ist ein ausreichend hoher Wassergehalt des Bodens und keine zu hohen Grundwassergeschwindigkeiten (bis etwa 4 Meter pro Tag bei Sole, bis etwa 11 Meter pro Tag bei Stickstoff).
Der gefrorene Bodenkörper weist in bindigen Böden (vgl. Baugrund) eine Druckfestigkeit zwischen 0,6 und 0,8 MN/m2, in nicht bindigen Böden zwischen 1,2 und 1,5 MN/m2 auf, wobei die Festigkeit mit fallenden Temperaturen des Frostkörpers zunimmt und dabei auch weit größere Festigkeiten aufweisen kann. Üblicherweise wird bei Vereisungen von einer durchschnittlichen Temperatur des Frostkörpers von −10 °C bis −20 °C ausgegangen. Beim Gefriervorgang kann es zu unerwünschten Hebungen kommen, bei Auftauen des Frostkörpers zu Setzungen.
Es können zwei unterschiedliche Vereisungsverfahren eingesetzt werden:
- Bodengefrieren mit Sole: Solevereisung
- Bodengefrieren mit Flüssigstickstoff: Stickstoffvereisung

Mitunter werden auch beide Verfahrensarten miteinander kombiniert: Erst wird der Frostkörper mittels Stickstoffvereisung in relativ kurzer Zeit aufgebaut, die Aufrechterhaltung des Gefrierkörpers übernimmt anschließend die (kostengünstigere) Solevereisung.
Ein Beispiel für eine großflächige Baugrundvereisung war der U-Bahn-Bau unter dem Wiener Donaukanal nach dem Neuen Österreichischen Tunnelbauprinzip. Die Baugrundvereisung hatte folgende Ziele: Dichtung des Ausbruchsquerschnittes gegenüber dem Grundwasser, dem Donaukanal und gegen unbekannte Wege des Wassers, hervorgerufen z. B. durch Sandlinsen, nicht verdämmte alte Aufschlüsse oder Wasserwege entlang der Holzpfähle der Schleuseninsel, der Sohlbefestigung der Kaiserbadschleuse und des linken Vorkais. Aufbau eines temporären Hilfsgewölbes in Längs- und Querrichtung, um den Ausbruchsquerschnitt sicher herstellen zu können.

## Sole als Kälteträger
Die Kälte wird in einem geschlossenen Kreisprozess erzeugt. Drei Kreisläufe lassen sich dabei unterscheiden:

### Kälteträgerkreislauf
Kälteträger ist eine Sole, meist werden wässrige Salzlösungen wie Calciumchlorid, Natriumchlorid oder Magnesiumchlorid mit einer Temperatur von etwa −50 °C verwendet. Der Kälteträger zirkuliert in den Gefrierrohren im Boden und entzieht dabei dem Bodenkörper die Wärme.

### Kältemittelkreislauf
Um den Kälteträger auf konstant niedrigen Temperaturen zu halten, verwendet man als Kältemittel Gase wie Kohlenstoffdioxid, dessen Sublimationspunkt bei −78,5 °C liegt, und Ammoniak mit einem Siedepunkt von −33,4 °C. Das flüssige Kältemittel kommt im so genannten Verdampfer mit den aus dem Boden kommenden Gefrierrohren in Berührung, in denen der erwärmte Kälteträger fließt. Dabei verdampft das Kältemittel und entzieht die dafür notwendige Energie dem Kälteträger, der somit wieder auf die gewünschte Temperatur abgekühlt wird und weiterverwendet werden kann. Das nun gasförmige Kältemittel wird im Verdichter verdichtet, bleibt aber noch gasförmig und erwärmt sich daher weiter. Im Verflüssiger wird dem Kältemittel nun seinerseits so viel Wärme entzogen, bis es wieder flüssig wird. Mit dem erneuten  Eintritt in den Verdampfer schließt sich der Kältemittelkreislauf.

### Kühlwasserkreislauf
Durch ein Rückkühlwerk sorgt dieser Kreislauf dafür, dass das Kältemittel im Verflüssiger wieder auf die gewünschte Temperatur abgekühlt und verflüssigt wird.
Da dies ein geschlossenes System ist und daher weder Kälteträger noch Kältemittel verbraucht werden, bietet es sich vor allem für größere und länger andauernde Bauvorhaben an. Zu beachten sind die lange Vorlaufzeit (bis zu sechs Wochen und länger), die benötigt wird, bis der Frostkörper die erforderliche Größe erreicht hat, und die dauernd nötige Energiezufuhr. Beim Aufbau des Frostkörpers wird ständig Energie zur Aufrechterhaltung des Kältemittelkreislaufs benötigt. Wenn der Gefriervorgang beendet ist, funktioniert die Aufrechterhaltung des Frostkörpers über intermittierende Energieabfuhr. Dabei wird über zusätzlich zu den Gefrierrohren eingebrachte Temperaturfühler im Boden die Temperatur des Gefrierkörpers kontinuierlich gemessen und nur bei Bedarf automatisch Wärme entzogen.

## Flüssiger Stickstoff als Kälteträger

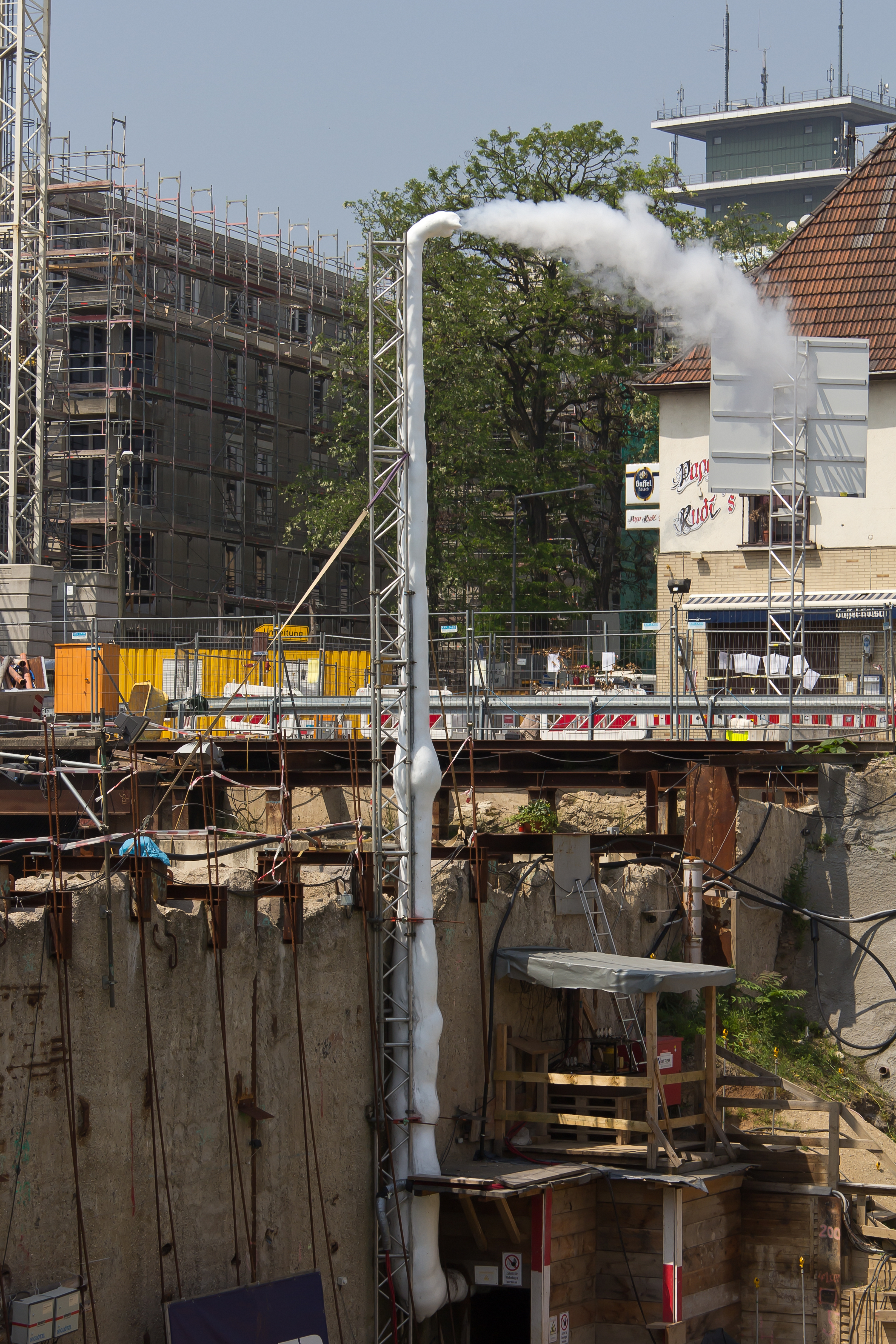
Benutzter Stickstoff für die Vereisung der Bergungsbaugrube des eingestürzten historischen Archivs der Stadt Köln wird wieder in die Atmosphäre entlassen.

Bei frostgefährdeten bindigen Böden besteht bei langsamen Gefriervorgängen die Gefahr der Eislinsenbildung (vgl. Eislinse) und den damit verbundenen unerwünschten Hebungen des Bodens. Bei solchen Böden empfiehlt sich die Anwendung von flüssigem Stickstoff, da hier der Gefriervorgang wesentlich schneller und bei sehr viel tieferen Temperaturen abläuft.
Bei diesem offenen Verfahren wird flüssiger Stickstoff mit einer Temperatur von −196 °C in Gefrierlanzen geleitet. In den Gefrierlanzen verdampft der Stickstoff und entzieht dem umgebenden Boden seine Wärme. Die tiefe Temperatur führt zu einem großen Temperaturgradienten und gefriert dabei das  Bodenwasser sehr schnell. Der Stickstoff kann nicht erneut eingesetzt werden und entweicht in die Atmosphäre.
In einer seltenen Variante kann der flüssige Stickstoff auch mittels perforierten Lanzen in direkten Kontakt mit dem umgebenden Boden gebracht werden.
Da der Stickstoff hierbei ein Verbrauchsgut ist, wird er nach Bedarf in hochisolierten Tankwagen nachgeliefert und in ebenfalls hochisolierten doppelwandigen Tanks zwischengelagert. Das Verfahren ist aus wirtschaftlichen Gründen insbesondere für kurzfristige und schnelle Vereisungen (bis zu einer Aufrechterhaltungszeit von etwa 3 Monaten) geeignet. Die Vorlaufzeiten bis zum Erreichen des gewünschten Frostkörperumfangs sind um einiges geringer als bei der Solevereisung (Dauer: etwa eine Woche), und das Verfahren ist sowohl in frostempfindlichen Böden als auch bei höheren Grundwassergeschwindigkeiten (bis zu etwa 11 Meter pro Tag) anwendbar.
Flüssiger Stickstoff fällt als Koppelprodukt der Luftverflüssigung (ein Verfahren, das die Hauptquelle technischer Gase wie Argon oder Xenon darstellt) an. Stickstoff ist chemisch quasi inert,  ungiftig und kann gefahrlos in die Umwelt abgegeben werden. Allerdings muss in geschlossenen Räumen, wie sie durchaus im Tunnelbau vorkommen können, dafür gesorgt werden, dass der Stickstoff nicht den Sauerstoff verdrängt.

## Anwendungsmöglichkeiten
Die Durchführung einer Bodenvereisung bietet sich unter anderem in folgenden Fällen an:
- beim Bau von Tunneln unter Gewässern,
- beim Bau von (kurzen) Tunneln, Querschlägen (Verbindung zwischen zwei Tunnelröhren) oder Notausstiegen in wasserführendem Lockergestein,
- beim Durchpressen von Eisenbahnunterführungen,
- zum Abdichten von Schlitz- oder Bohrpfahlwänden,
- als Abdichtung von Fugen zwischen Tübbing und Schlitzwand,
- zum Vertiefen von Bodenplatten unter dem Grundwasser (Aufzug),
- für die Entnahme von ungestörten Bodenproben.

Auch im Bergbau, beim Abteufen von Schächten, wird mit künstlicher Vereisung gearbeitet. Man spricht dann vom Gefrierschachtverfahren.